# Mánárnúpur
Mánárnúpur är en bergstopp i republiken Island. Den ligger i regionen Norðurland eystra, 300 km nordost om huvudstaden Reykjavík. Toppen på Mánárnúpur är 336 meter över havet.
Trakten runt Mánárnúpur är nära nog obefolkad, med mindre än två invånare per kvadratkilometer. Närmaste större samhälle är Húsavík, omkring 15 kilometer sydväst om Mánárnúpur. Trakten runt Mánárnúpur består i huvudsak av gräsmarker.